# Rubicon (Britse band)
Rubicon was een Britse vroege uitloper van de band Fields of the Nephilim uit de vroege jaren 1990, die twee albums uitbracht. What Starts, Ends bij Atlantic Records en Beggars Banquet Records in 1992 werd geproduceerd door Mark Freegard en bevatte de twee singles Crazed en Before My Eyes. Room 101 werd uitgebracht bij Beggars Banquet in 1995. Het werd geproduceerd, ontwikkeld en gemixt door Richard James Burgess onder het pseudoniem Caleb Kadesh. Op het album stond de single Insatiable. De broers Wright vormden later de band Last Rites.

## Bezetting
- Andy Delany[4] (zang)
- Peter Yates[5] (gitaar, keyboards)
- Paul Wright[6] (gitaar)
- Tony Pettitt[7] (basgitaar)
- (Alexander) Nod Wright[8] (drums)

## Discografie

### Singles
- 1992:	Watch Without Pain
- 1992:	Crazed
- 1993:	Before My Eyes
- 1995:	Insatiable

### Albums
- 1992:	What Starts, Ends
- 1995:	Room 101